# Władysław Jarocki

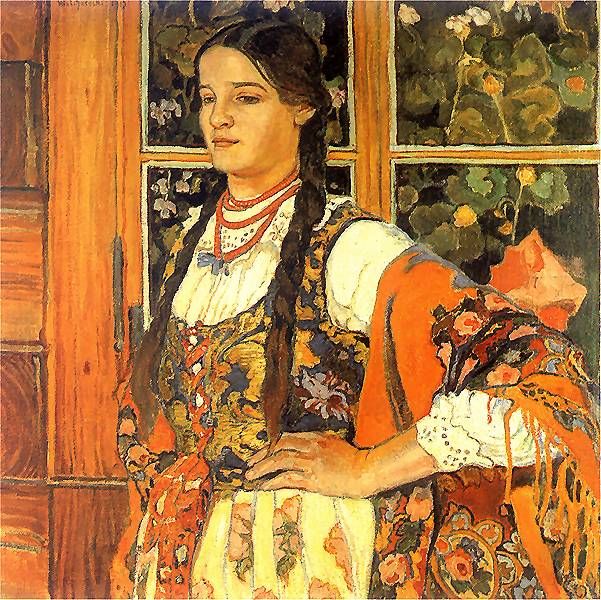
Das Bergmädchen Helena mit einem Fenster im Hintergrund (poln.: Dziewczyna góralska. Helenka na tle okna), Öl auf Leinwand, 1913, Bestand Nationalmuseum Warschau

Władysław Jarocki (* 6. Juni 1879 in Podhajczyki bei Trembowla; † 7. Februar 1965 in Krakau) war ein polnischer Maler, der vorwiegend Motive in der Region Podhale und der Tatra sowie zu den Huzulen thematisierte.

## Leben
Jarocki studierte an der Politechnika in Lemberg und ab 1902 an der Akademie der Schönen Künste in Krakau unter Józef Mehoffer und Leon Wyczółkowski. Bereits 1903 brach er das Studium in Krakau ab und zog nach Tatarów im Osten von Kleinpolen. Von 1906 bis 1907 studierte er in Paris an der Académie Julian. 1911 zog er nach Lemberg, wo er von 1920 bis 1921 als Lehrbeauftragter für Zeichnen an der Architekturfakultät der Politechnika tätig war.
Von 1921 bis 1939 wirkte er als Professor an der Akademie in Krakau. Zu seinen dortigen Schülern gehörten Paweł Dadlez, Adam Marczyński und Stanisław Borysowski. Jarocki war Mitglied der Towarzystwo Artystów Polskich „Sztuka“. Er war außerdem von 1927 bis 1935 Vorsitzender der Krakauer Gesellschaft der Freunde Schöner Kunst.
Neben Landschaften und Porträts malte er auch religiöse Motive sowie Karikaturen. Seine Werke wurden in Wien, Paris, Detroit, Philadelphia und Den Haag ausgestellt. Er entwarf den Sarg für den Schriftsteller Jan Kasprowicz, dessen Tochter Anna er 1920 geheiratet hatte. Häufig war er deshalb in der „Villa Harenda“, dem Zakopaner Domizil von Kasprowicz, zu Besuch. Hier befindet sich heute auch die Wladyslaw Jarocki-Kunstgalerie. Die meisten seiner Bilder befinden sich jedoch in den Nationalmuseen in Krakau und Posen.
Im Jahr 1938 erhielt er für seinen herausragenden Beitrag zur polnischen Kunst im Allgemeinen von der Polnischen Literaturakademie (poln.: Polska Akademia Literatury) die Auszeichnung „Wawrzyn Akademicki“ in Gold.